# Acantholimon alatavicum
Acantholimon alatavicum är en triftväxtart som beskrevs av Aleksandr Andrejevitj Bunge. Acantholimon alatavicum ingår i släktet Acantholimon och familjen triftväxter. Inga underarter finns listade i Catalogue of Life.